# فاليران الثالث، دوق ليمبورخ
فاليران الثالث أو فالرام الثالث (1165 - 2 يوليو 1226) كان في البداية لورد مونتغوي، ثم أصبح كونت لوكسمبورغ من 1214، وأصبح كونت آرلون ودوق ليمبورخ منذ 1221 هو أبن الأصغر لـ هنري الثالث، دوق ليمبورخ وصوفي من ساربروكن.
وباعتباره الأبن الأصغر لم يكن نفسها أن يرث أملاك والده، وهو شاب شارك في الحملة الصليبية الثالثة في 1192، بعد وفاة المرشح الإمبراطوري فيليب السوابي في 1208 الذي كان مؤيده بقوة، أصبح يؤيد خصمه أوتو من برونزويك، وفي 1212 رافق هنري الأول، دوق برابانت إلى لييج، ثم إلى حرب مع خيلدرز، وبعد وفاة زوجته الأولى كونيغوندا أبنة فريدريك الأول، دوق لورين في 1214 تزوج من إرميسيند، كونتيسة لوكسمبورغ وحمل معها اللقب، وفي 1223 ادعا كونتية نامور ومع ذلك لم ينجحا في استيلاء عليها.

## العائلة والأبناء
وكان فاليران أربعة أطفال من قبل زوجته الأولى كونيغوندا من لورين، أبنة فريدريك الأول، دوق لورين؛ وثلاثة أبناء من قبل زوجته الثانية، إرميسيندا من لوكسمبورغ:-
1. صوفي (حوالي. 1190 - 1227/6)، تزوجت في 1210 من فريدريش، كونت إيسنبرغ.
2. ماتيلدا (حوالي. 1192 - بعد. 1234)، تزوجت في 1210 من وليام الثالث من يوليش، ووالدة ويليام الرابع، كونت يوليش.
3. هنري الرابع، دوق ليمبورخ.
4. فاليران (1200 - 1242)، تزوج من 'إليزابيث من بار، أبنة إرميسيندا من لوكسمبورغ وزوجها الأول، ثيوبالد الأول، كونت بار.
5. كاترين (1215 - 1255)، تزوجت من ماتياس الثاني، دوق لورين ، أبن شقيق زوجة فاليران الأولى.
6. هنري الخامس، كونت لوكسمبورغ
7. جيرهارد ، كونت دوربي.